# Pronolagus
Genre
Pronolagus est un genre de lapins. Ce sont des mammifères de la famille des léporidés.

## Liste d'espèces
Selon ITIS (31 oct. 2010) :
- Pronolagus crassicaudatus (I. Geoffroy, 1832)
- Pronolagus randensis Jameson, 1907 - Lapin roux de Jameson[2]
- Pronolagus rupestris (A. Smith, 1834) - Lapin roux de Smith[2]

Selon NCBI (31 oct. 2010) :
- Pronolagus crassicaudatus
- Pronolagus randensis
- Pronolagus rupestris
- Pronolagus saundersiae

### Liste des espèces et sous-espèces
Selon Mammal Species of the World (version 3, 2005)  (31 oct. 2010) :
- Pronolagus crassicaudatus
  - sous-espèce Pronolagus crassicaudatus crassicaudatus
  - sous-espèce Pronolagus crassicaudatus ruddi
- Pronolagus randensis
  - sous-espèce Pronolagus randensis caucinus
  - sous-espèce Pronolagus randensis randensis
  - sous-espèce Pronolagus randensis whitei
- Pronolagus rupestris
  - sous-espèce Pronolagus rupestris curryi
  - sous-espèce Pronolagus rupestris nyikae
  - sous-espèce Pronolagus rupestris rupestris
  - sous-espèce Pronolagus rupestris saundersiae
  - sous-espèce Pronolagus rupestris vallicola